# جبل نيبو

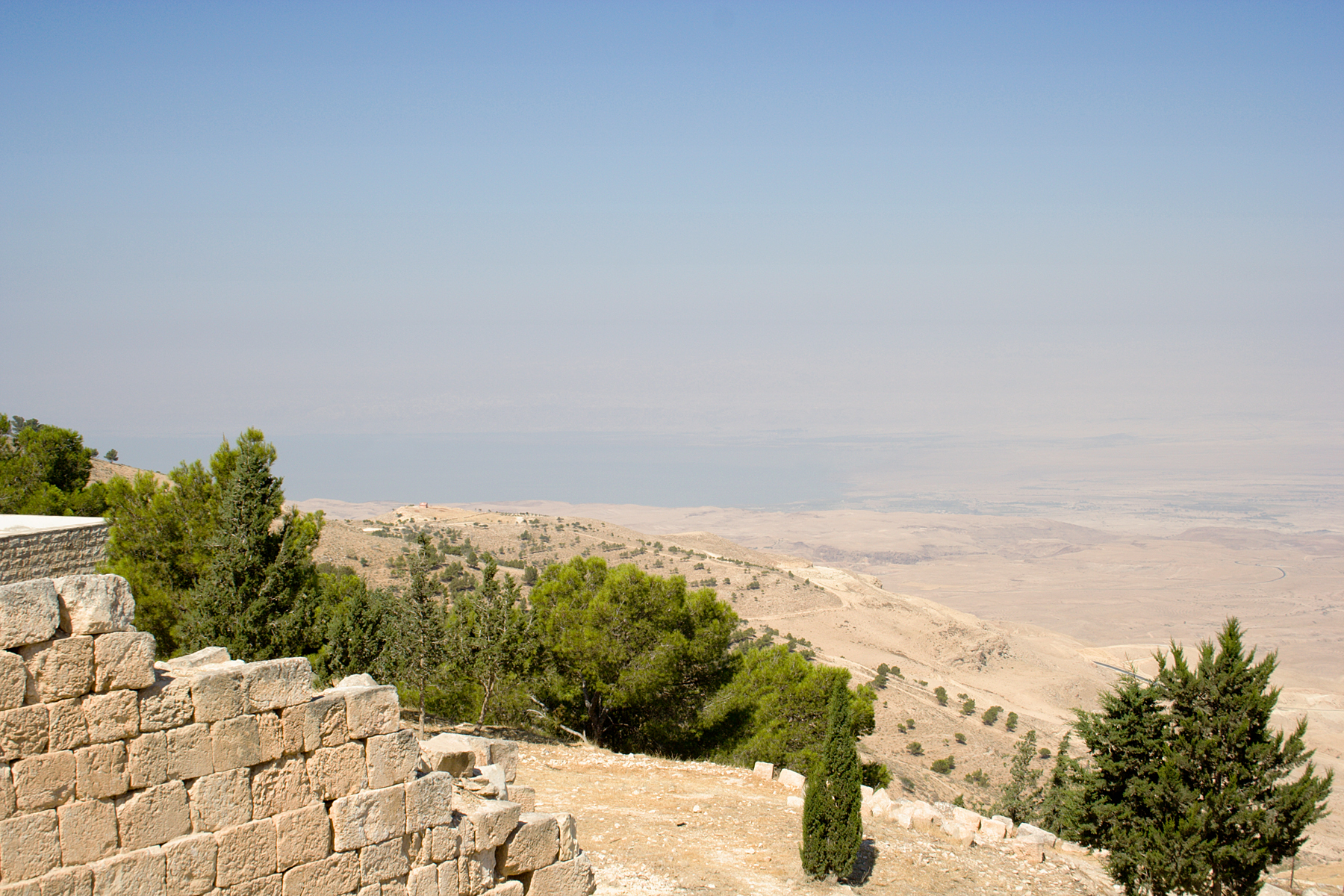
المشهد من قمة جبل نيبو مع اتجاهات لبعض المدن في الضفة الغربية

جبل نيبو هو أحد جبال الأردن، ويبعد عن عاصمتها حوالي واحد وأربعين كيلومتراً، وأقرب محافظة أردنية لجبل نيبو هي محافظة مأدبا، وهو مطل على البحر الميت، ويستطيع أي شخص عند الصعود إلى قمته أن يشاهد أراضي فلسطين تحديداً قبة الصخرة، فهو يُعتبر مكاناً جيّداً للمراقبة، لأنه يعلو عن سطح الأرض بحدود ستمائة وثمانين متراً، وقد تمت تسميته بهذا الاسم نسبة إلى إله التجارة لدى البابليين؛ حيث كانت القوافل التجارية تمر من خلاله إلى فلسطين، وجبل نيبو ليس مقدّس لدى الديانة المسيحية فقط، بل هو مقدس أيضاً للديانة الإسلامية، والديانة اليهودية، لذات المعتقد والتفصيل كالتالي: عند المسلمين: هو مهم عندهم بخصوص وفاة سيدنا موسى عليه السلام وقصة قبض روحه من قبل ملك الموت، فقد جاء في حديث عن أبي هريرة رضي الله عنه أن قبر موسى عليه السلام هو عند الكثيب الأحمر، ويظن المسلمون بأن المقصود بالكثيب الأحمر هو جبل نيبو، لذلك فإن هذا المكان له قدسية لدى المسلمين كونه يحتوي على قبر سيدنا موسى عليه السلام. عند المسيحيين: يظن المسيحيون بأن سيدنا موسى عليه السلام رأى الأرض التي وعده الله بها وهو واقف على جبل نيبو؛ حيث وقف مع قومه ورأى الأرض، ثم يعتقدون أيضاً بأنه قد توفي في هذه الأرض ودفن فيها، وتقديساً لهذا المكان، ولهذا المعتقد، تمّ بناء مجمع من الكنائس، وقبور، ولوحات فسيفسائية، ومعبد وهو يُعتبر كمقام لسيّدنا موسى عليه السلام. عند اليهود: إنّ كلمة نيبو أو أرض نيبو مذكورة في سفر تثنية الاشتراع في التوارة عند اليهود، وهي الأرض المقدسة، وهي تُعتبر لدى اليهود أرض محرمة، وإنّ سيدنا موسى عليه السلام قد نظر من خلالها إلى أرض كنعان، وجبل نيبو هو الطريق التي مر بها أتباع سيدنا موسى حيث كان معهم بعد خروجهم من مصر متجهين إلى الأراضي المقدسة.

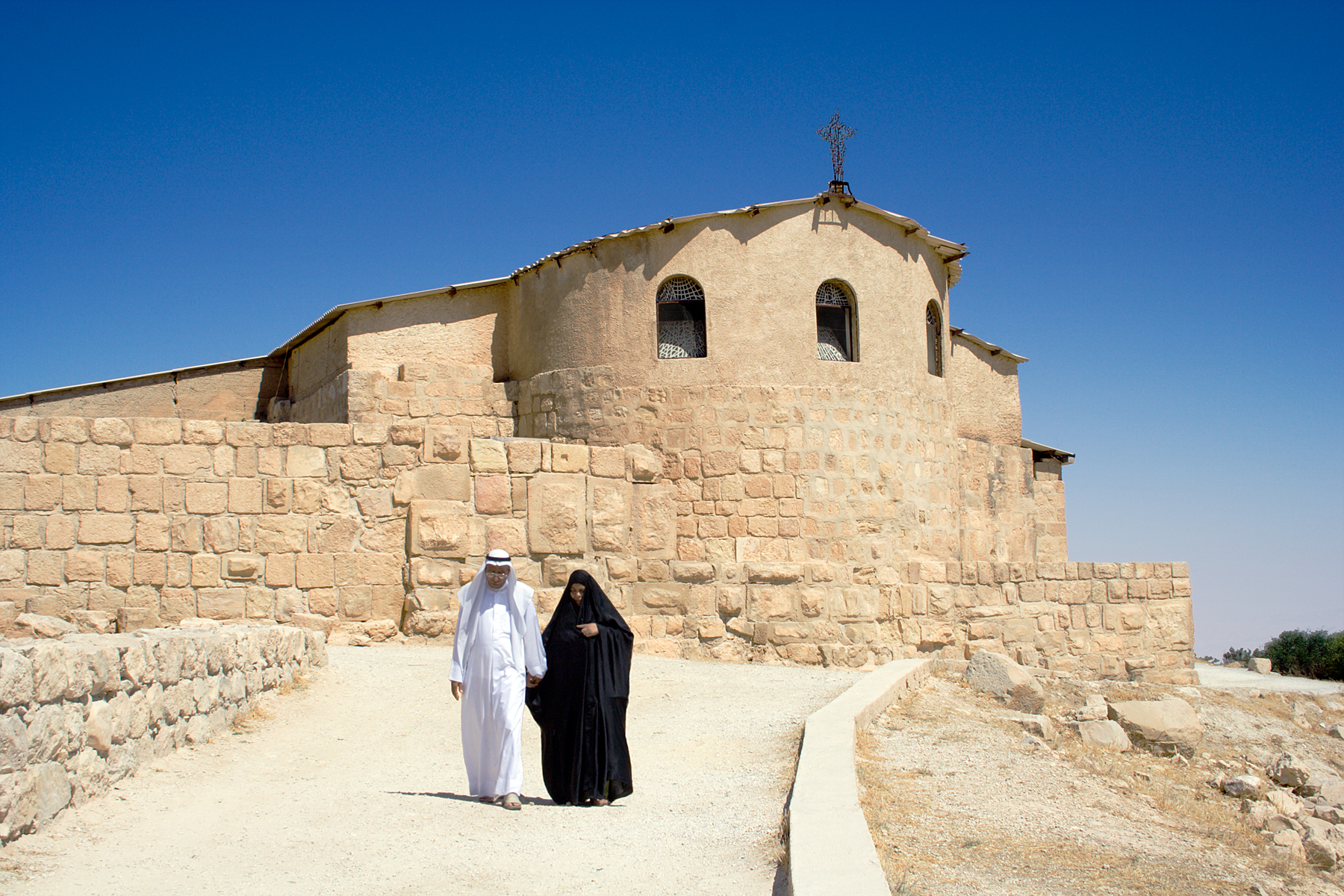
قمة جبل نبو والكنيسة

جبل نيبو أو نبو هو جبل يقع في الأردن، ويرتفع 817 مترا عن سطح البحر. يعتقد أن على الجبل وجدت مدينة نبو التي تبعد عن عمان 41 كيلومتراً وتبعد 10 كم إلى الغرب من مدينة مادبا. منطقة جبل نبو مطلة على البحر الميت ووادي الأردن، وهو من أفضل الأماكن للمراقبة في العالم (needs reference) وفي الأيام الصافية يستطيع المرء من على قمته
أن يرى بالعين المجردة البحر الميت وجبال البلقاء وكل فلسطين بما فيها قبة
الصخرة وأبراج الكنائس في مدينة القدس وجنوب لبنان وجبل الشيخ شمالا حتى جبال سيناء جنوبا. وهو الوجهة المفضلة لدى الحجاج اليهود القادمين من حول العالم لإيمانهم أن قمة الجبل تضم رفات النبي موسى.

## التسمية والتاريخ
نبا هو إله التجارة عند البابليين. وتذكر مسلة ملك مؤاب «ميشع» مدينة نبو والحروب التي دارت على ذلك الجبل، ومنذ ذلك الوقت هجرت المدينة وفي القرن الرابع عندما وصلتها قبيلة بدوية مسيحية بنت فيها كنيسة وعادت المدينة وازدهرت في القرن السادس.
اسم المدينة مذكور في التوراة هكذا: «اصعد إلى جبل عباريم، هذا جبل نبو الذي في أرض موآب الذي قباله أريحا».
و يذكر في التوراة أيضا قبر النبي موسى في سفر التثنية: 33/ 34 :«ولم يعرف إنسان قبره إلى اليوم».

## أهميته عند المسلمين

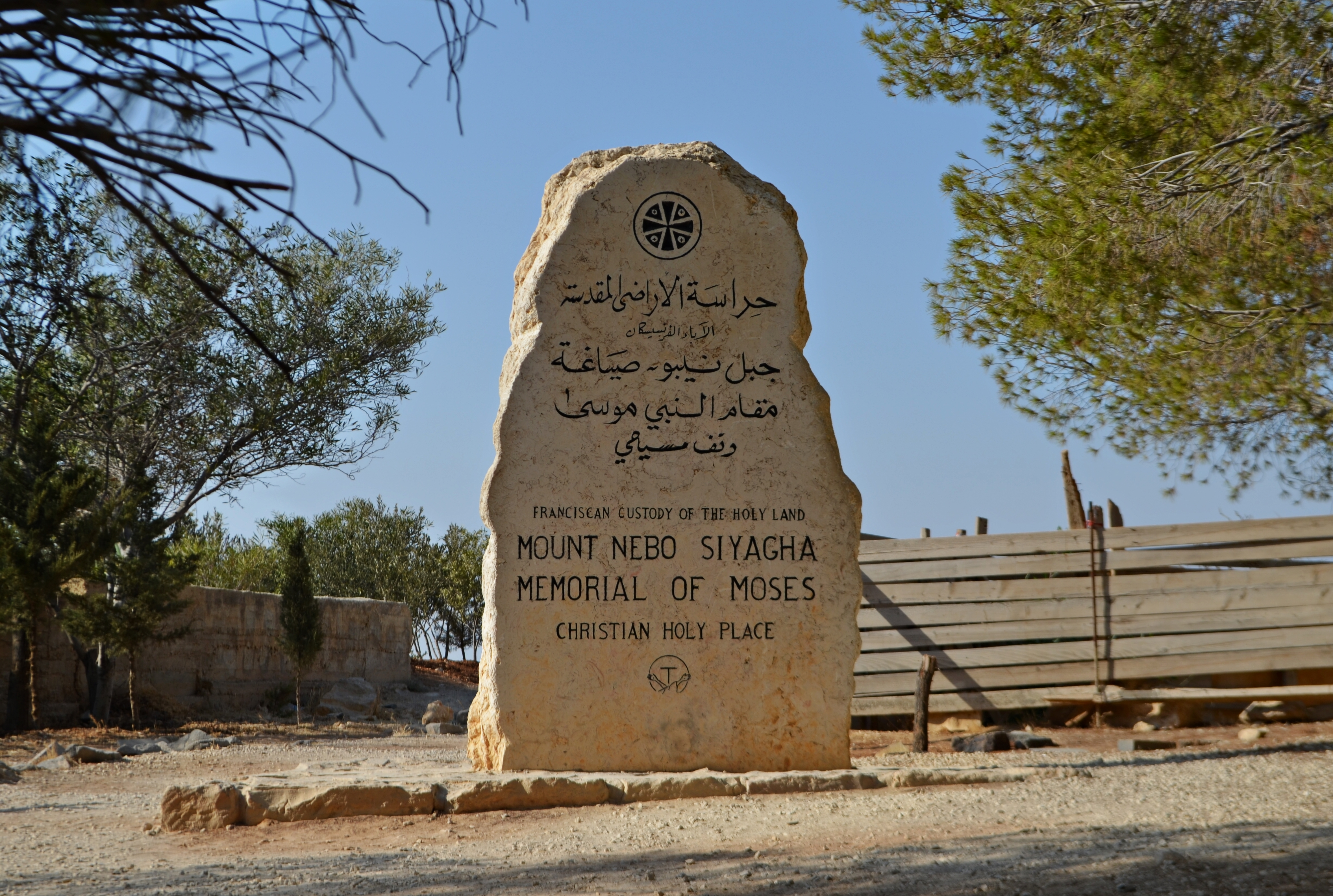
نصب يوضح أن جبل نيبو هو مقام النبي موسى.

يعتقد المسلمون أن هذا الجبل هو الكثيب الأحمر في قصة سيدنا موسى عليه السلام الذي ورد في القرآن الكريم والسنة النبوية، وهذه بعض النصوص التي ذكر بها:
- حدثني محمد بن رافع، وعبد بن حميد، قال: أخبرنا، وقال ابن رافع، حدثنا عبد الرزاق، أخبرنا معمر، عن ابن طاوس، عن أبيه، عن أبي هريرة، قال: "أُرْسِلَ مَلَكُ الْمَوْتِ إِلَى مُوسَى عَلَيْهِ السَّلَام، فَلَمَّا جَاءَهُ صَكَّهُ، فَفَقَأَ عَيْنَهُ، فَرَجَعَ إِلَى رَبِّهِ، فَقَالَ: أَرْسَلْتَنِي إِلَى عَبْدٍ لَا يُرِيدُ الْمَوْتَ، قَالَ، فَرَدَّ اللَّهُ إِلَيْهِ عَيْنَهُ، وَقَالَ: ارْجِعْ إِلَيْهِ، فَقُلْ لَهُ: يَضَعُ يَدَهُ عَلَى مَتْنِ ثَوْرٍ، فَلَهُ بِمَا غَطَّتْ يَدُهُ بِكُلِّ شَعْرَةٍ سَنَةٌ، قَالَ: أَيْ رَبِّ ثُمَّ مَهْ؟ قَالَ: ثُمَّ الْمَوْتُ، قَالَ: فَالْآنَ، فَسَأَلَ اللَّهَ أَنْ يُدْنِيَهُ مِنَ الْأَرْضِ الْمُقَدَّسَةِ رَمْيَةً بِحَجَرٍ، فَقَالَ رَسُولُ اللَّهِ صَلَّى اللَّهُ عَلَيْهِ وَسَلَّمَ: " فَلَوْ كُنْتُ ثَمَّ، لَأَرَيْتُكُمْ قَبْرَهُ إِلَى جَانِبِ الطَّرِيقِ، تَحْتَ الْكَثِيبِ الْأَحْمَرِ ". [4]

روي عن أنس بن مالك رضي الله عنه في صحيح مسلم (2375): 
| جبل نيبو | (أَتَيْتُ – وفي رواية : مررت - عَلَى مُوسَى لَيْلَةَ أُسْرِيَ بِي عِنْدَ الْكَثِيبِ الْأَحْمَرِ وَهُوَ قَائِمٌ يُصَلِّي فِي قَبْرِهِ )، حديث صحيح | جبل نيبو |

.

## أهميته عند المسيحيين
يعتقد المسيحيون أن نبي الله موسى وقف على جبل نبو مع قومه ورأى الأرض الموعودة التي لم يصلها وأنه توفي ودفن في جبل نبو. على قمة الجبل شيدت كنيسة إيوانية الشكل أنشأها رهبان الفرنسيسكان بين القرنين الرابع والسادس بعد الميلاد وفيها لوحات من الفسيفساء. بالرغم من وجود اعتقاد أن قبر النبي موسى موجود فيها إلا أن أيا من علماء الآثار لم يتمكن من العثور عليه وبالتالي فلا يوجد أي تأكيد على موقعه أو وجوده.

## الاهمية عنداليهود
في التوراة: (صعد النبي موسى من أرض مؤآب إلى جبل نبو إلى قمّة الفسحة تجاه أريحا. "فأراه الرّب جميع الأرض، وقال له إلى هناك لا تعبر). (سفر تثنية الاشتراع، الفصل 34).
فالأرض مطلقة بنص التوراة تعني الأرض المقدسة وإلى هناك لاتعبر تعنى أنها محرمه عليهم كماقص القرأن الكريم ومن خلال ذلك يتأكد أن جبل نبو بكسر النون (نيبو) هو الكثيب الأحمر الذي وصفه رسول الله محمد وصعد عليه موسى عليهم الصلاة والسلام ثم توفي ودُفن بجوار طريق مازال موجود حتي الآن أسفل كثيب نيبو.

## انظر أيضا

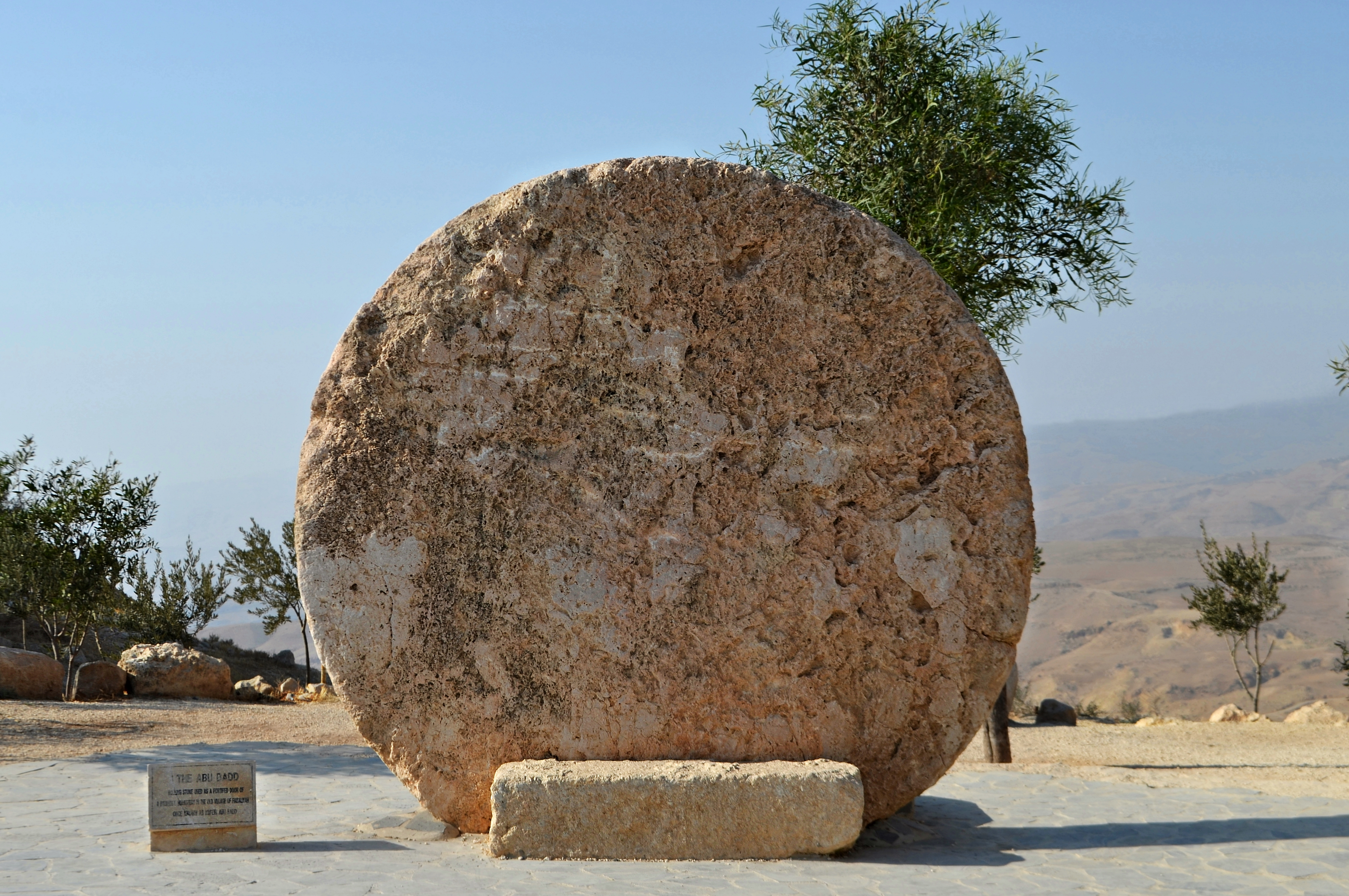
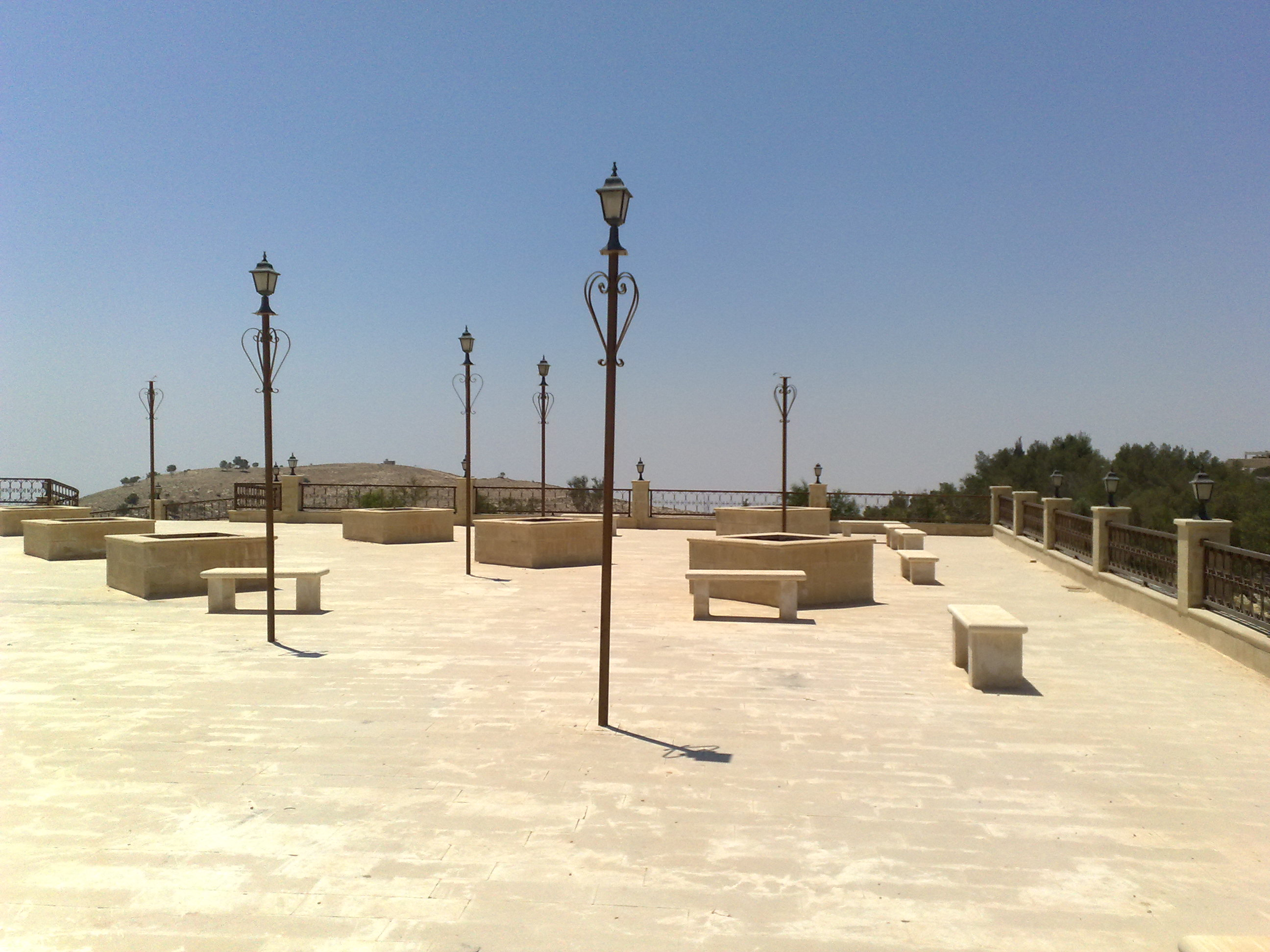
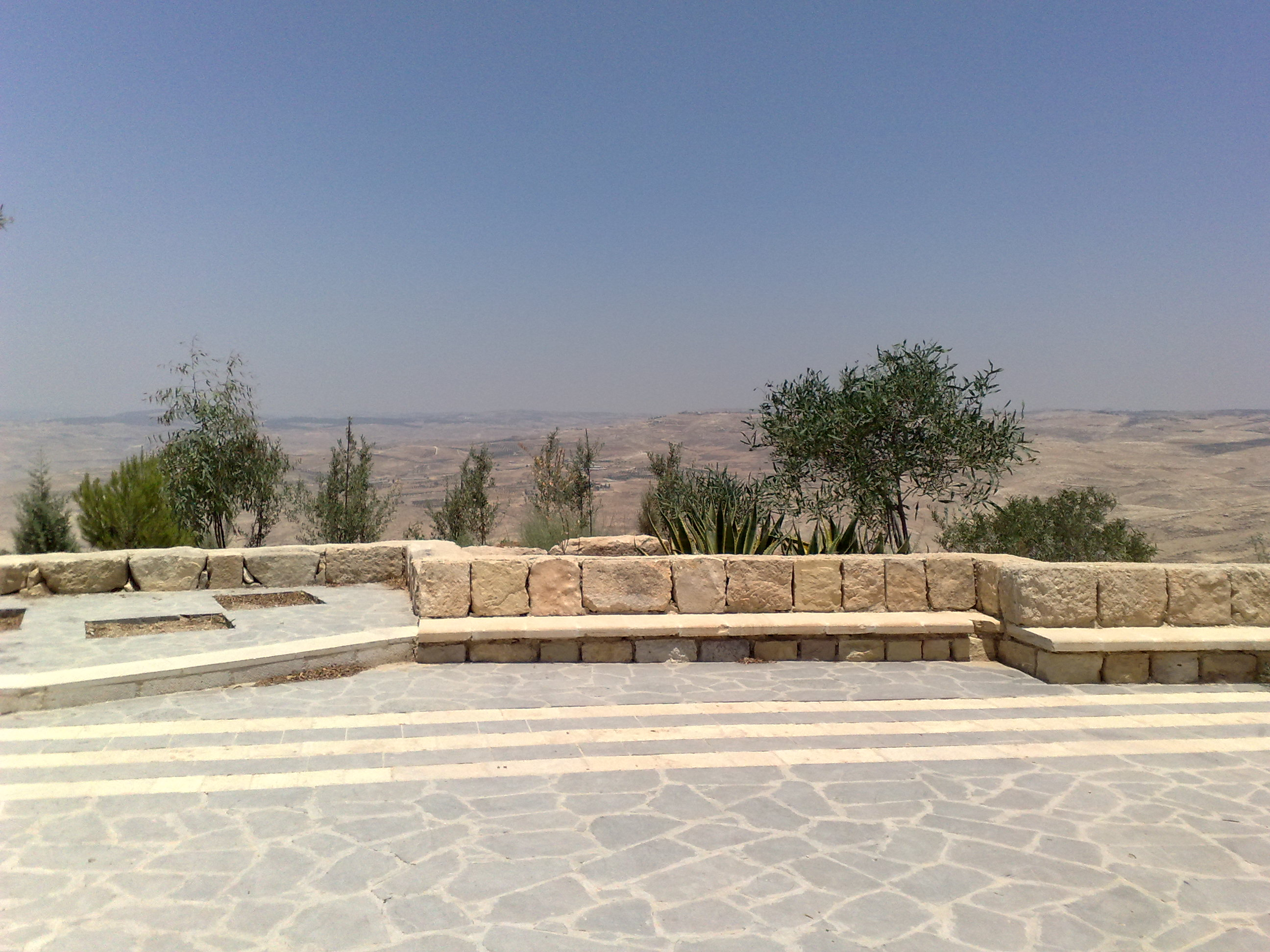
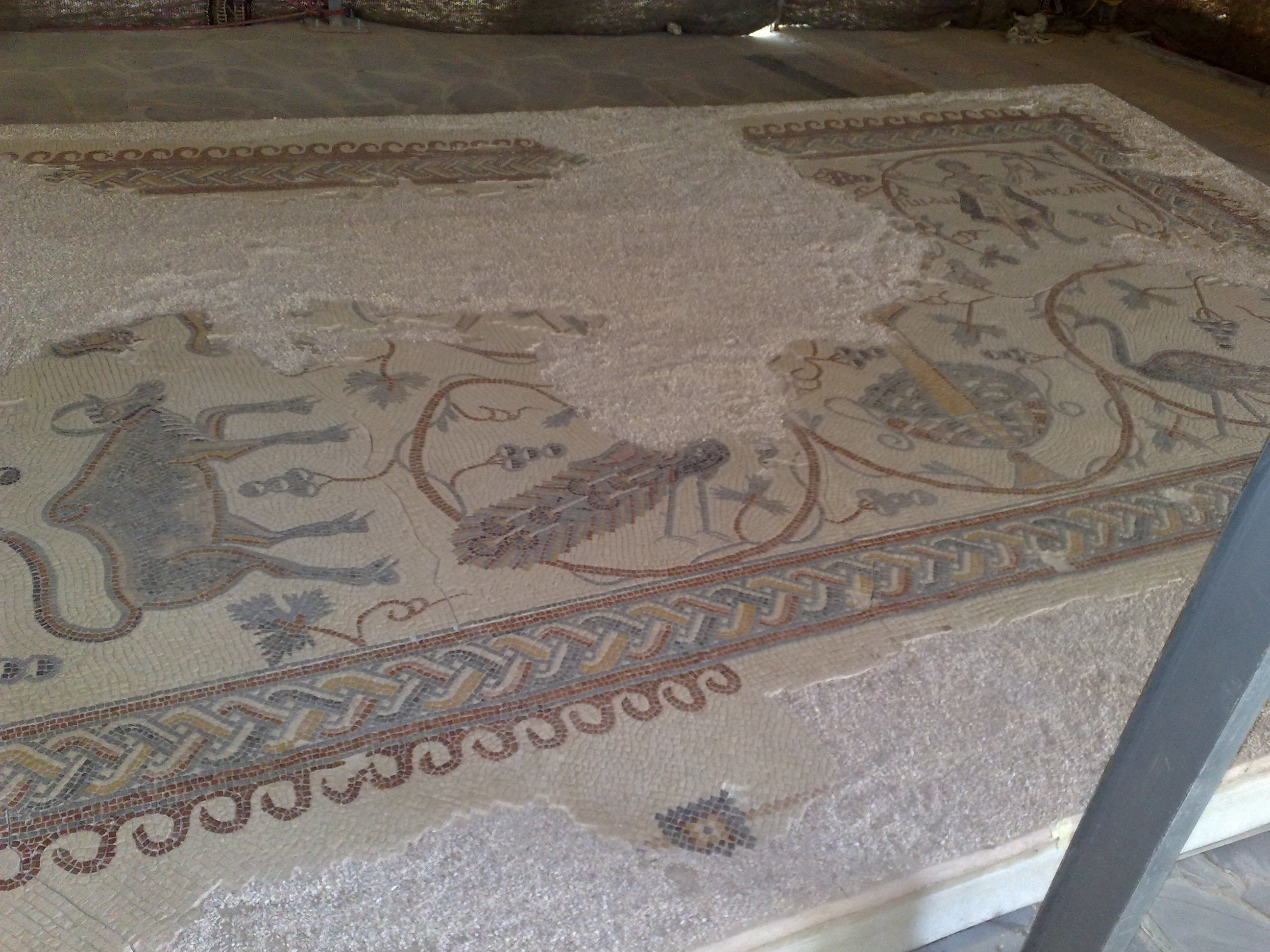
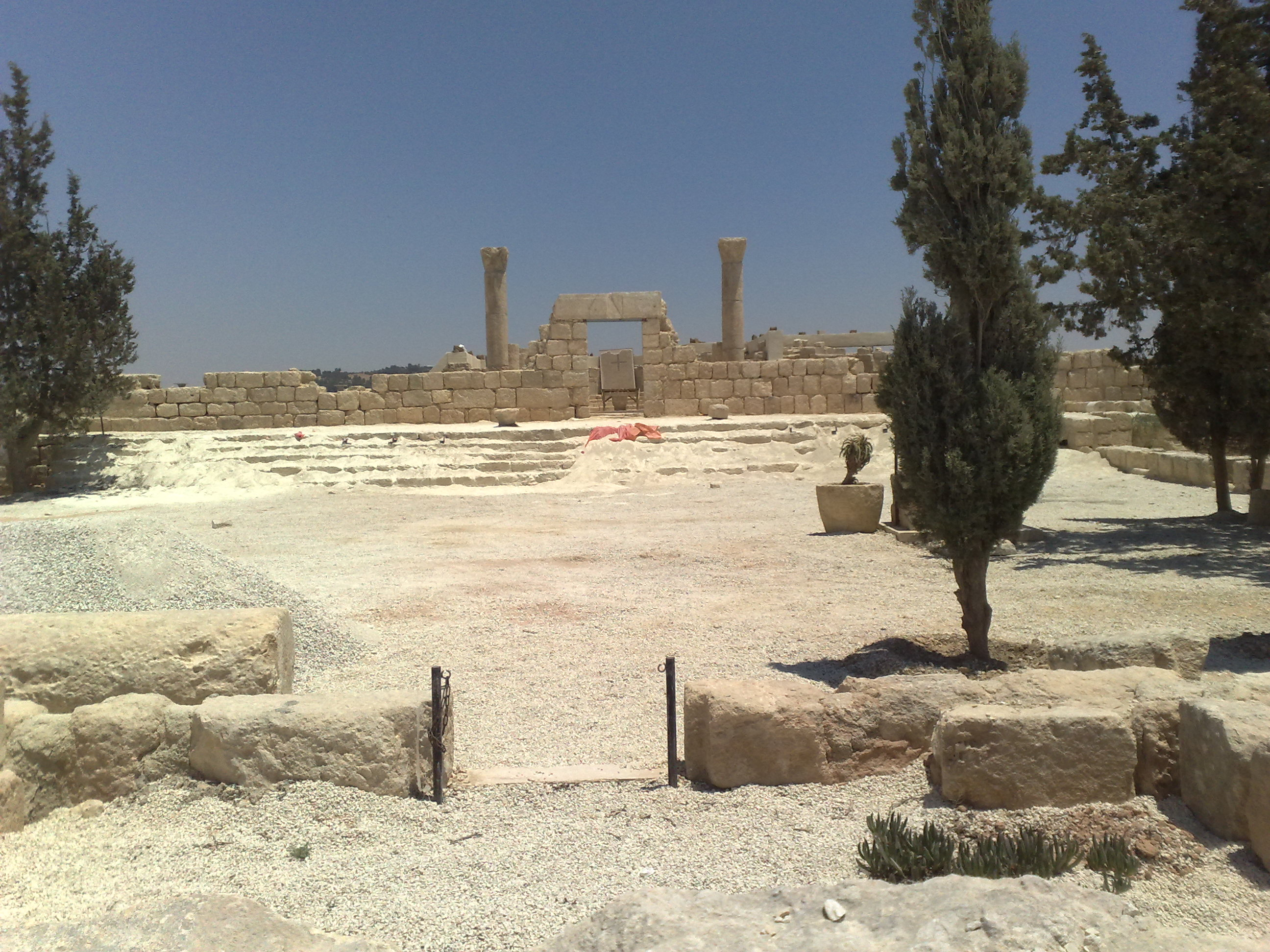
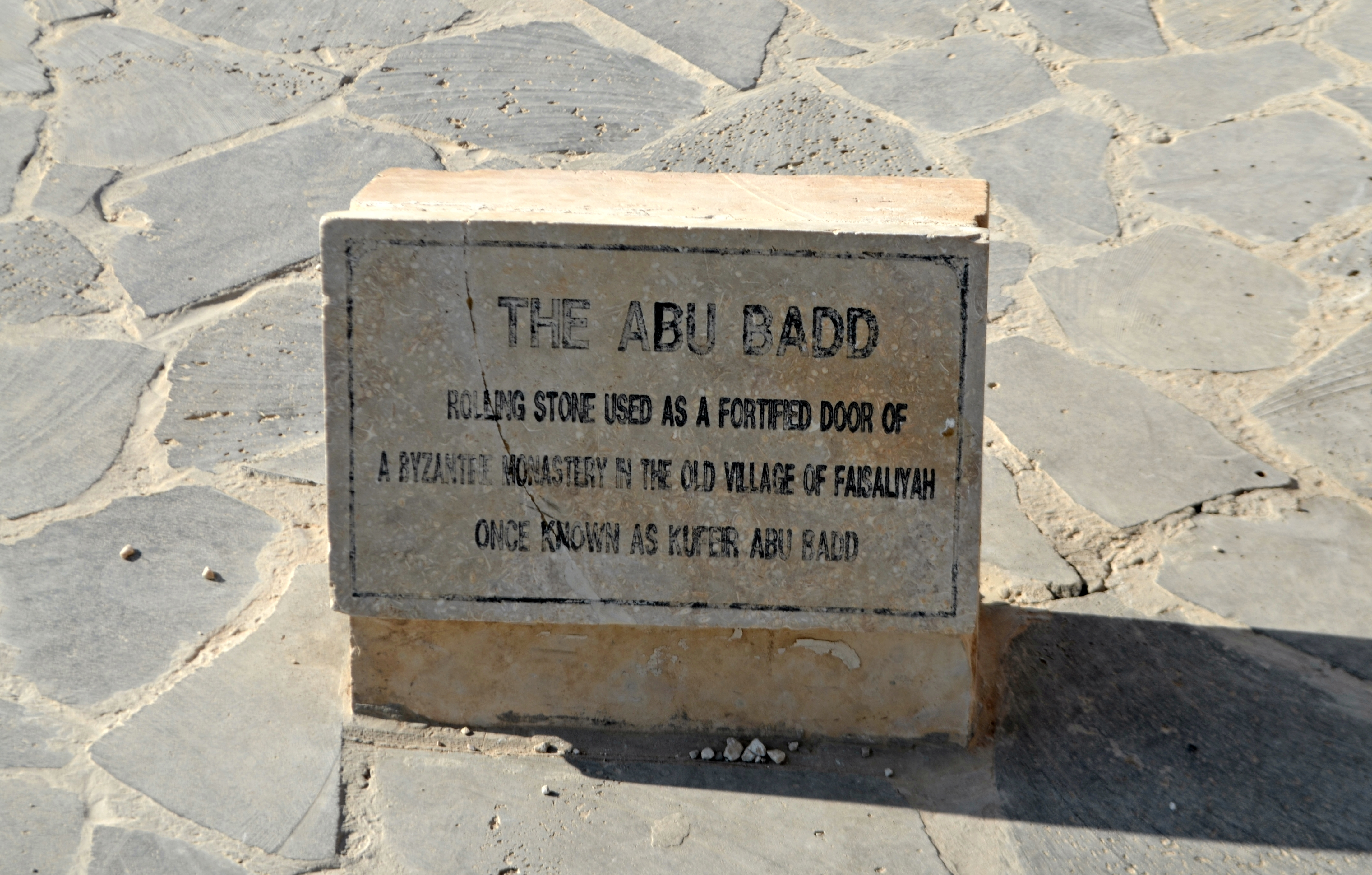
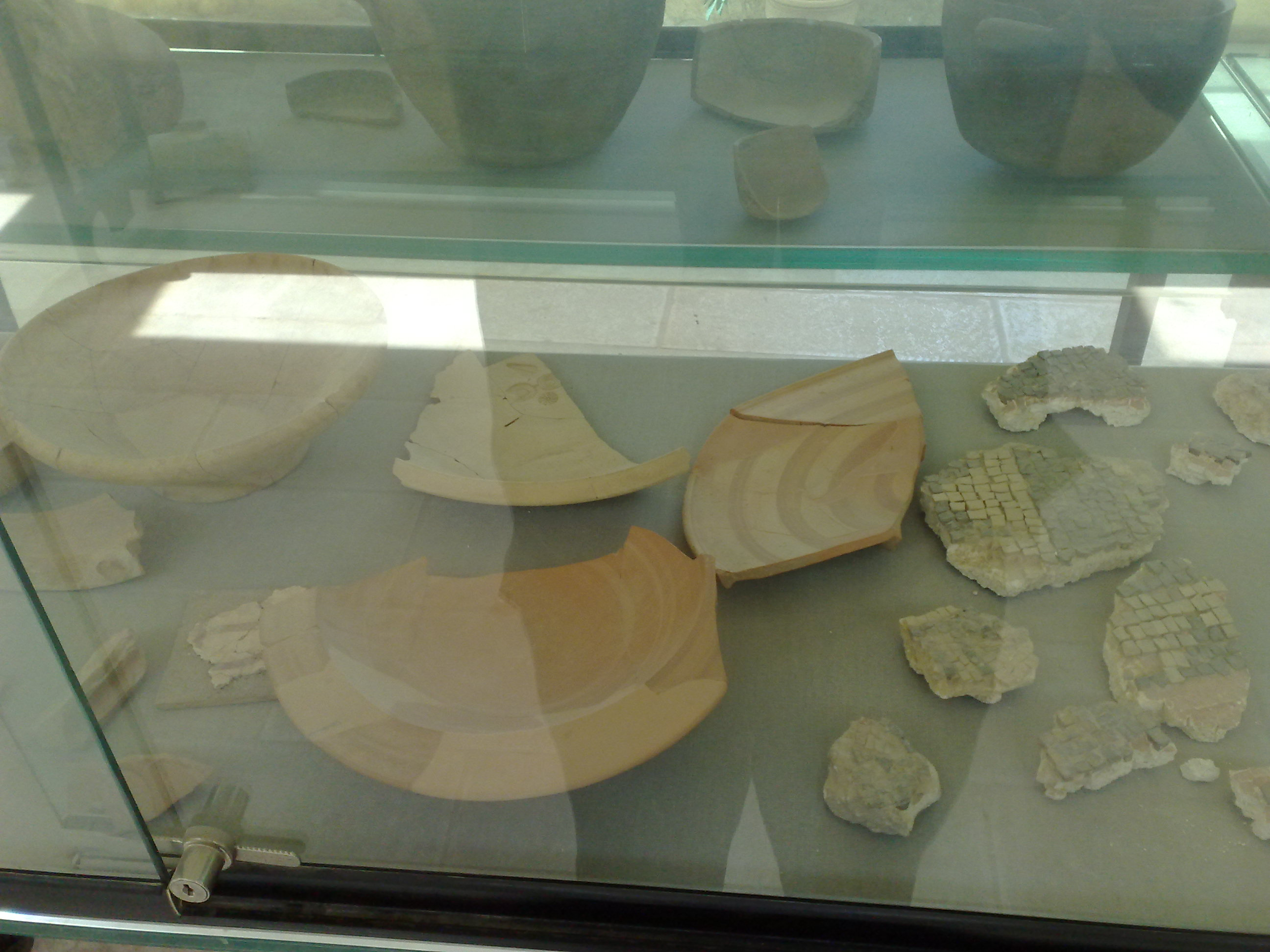
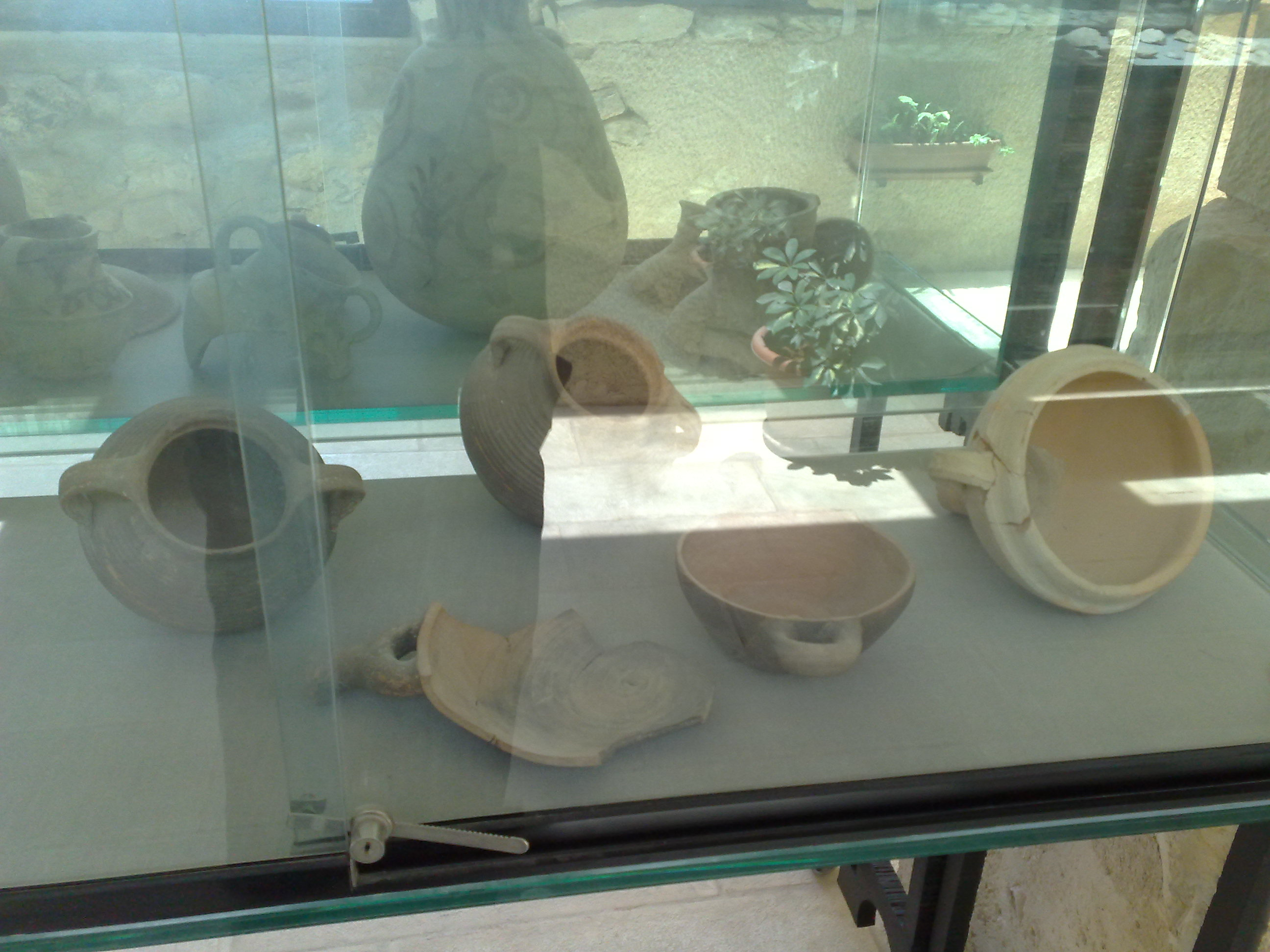
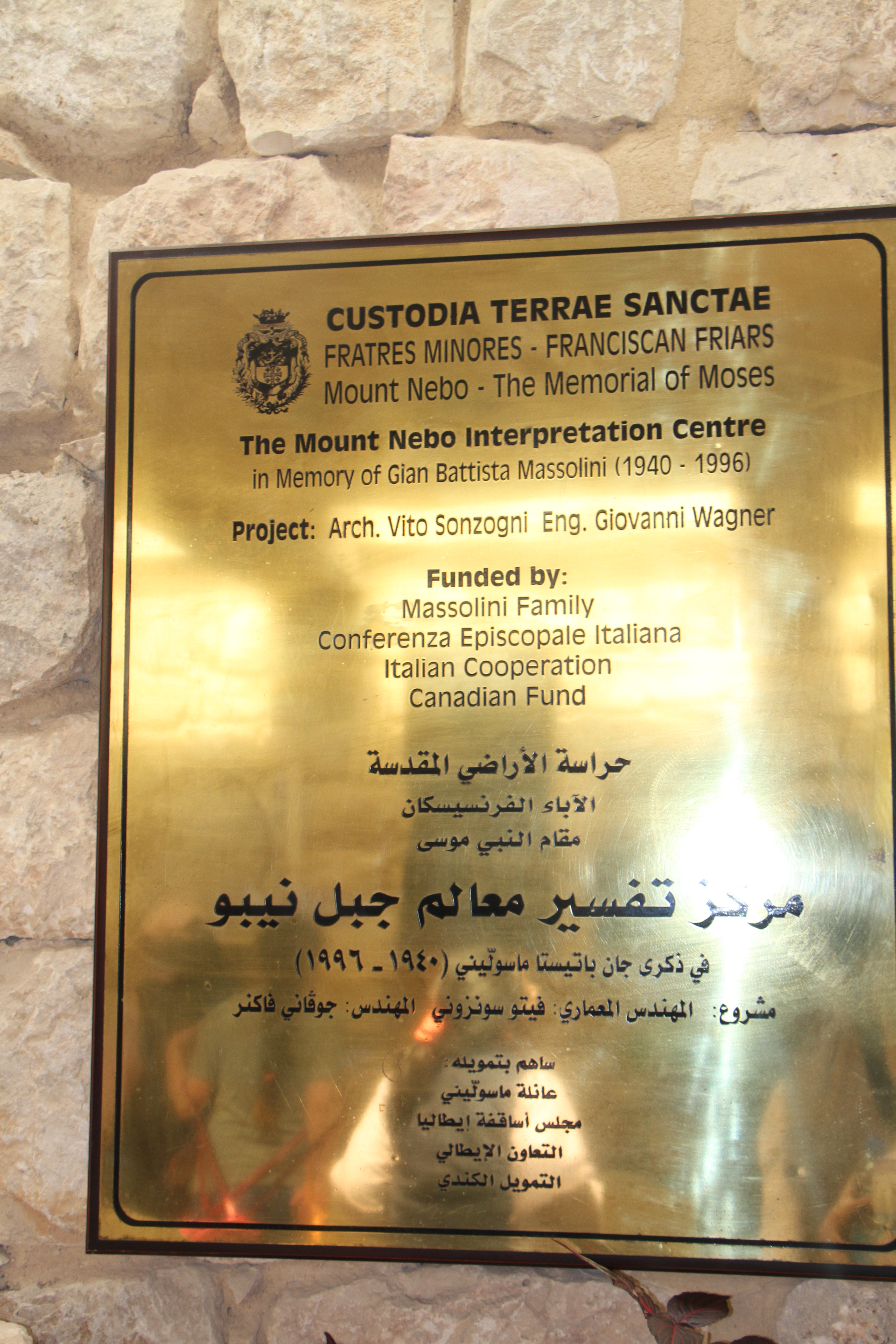
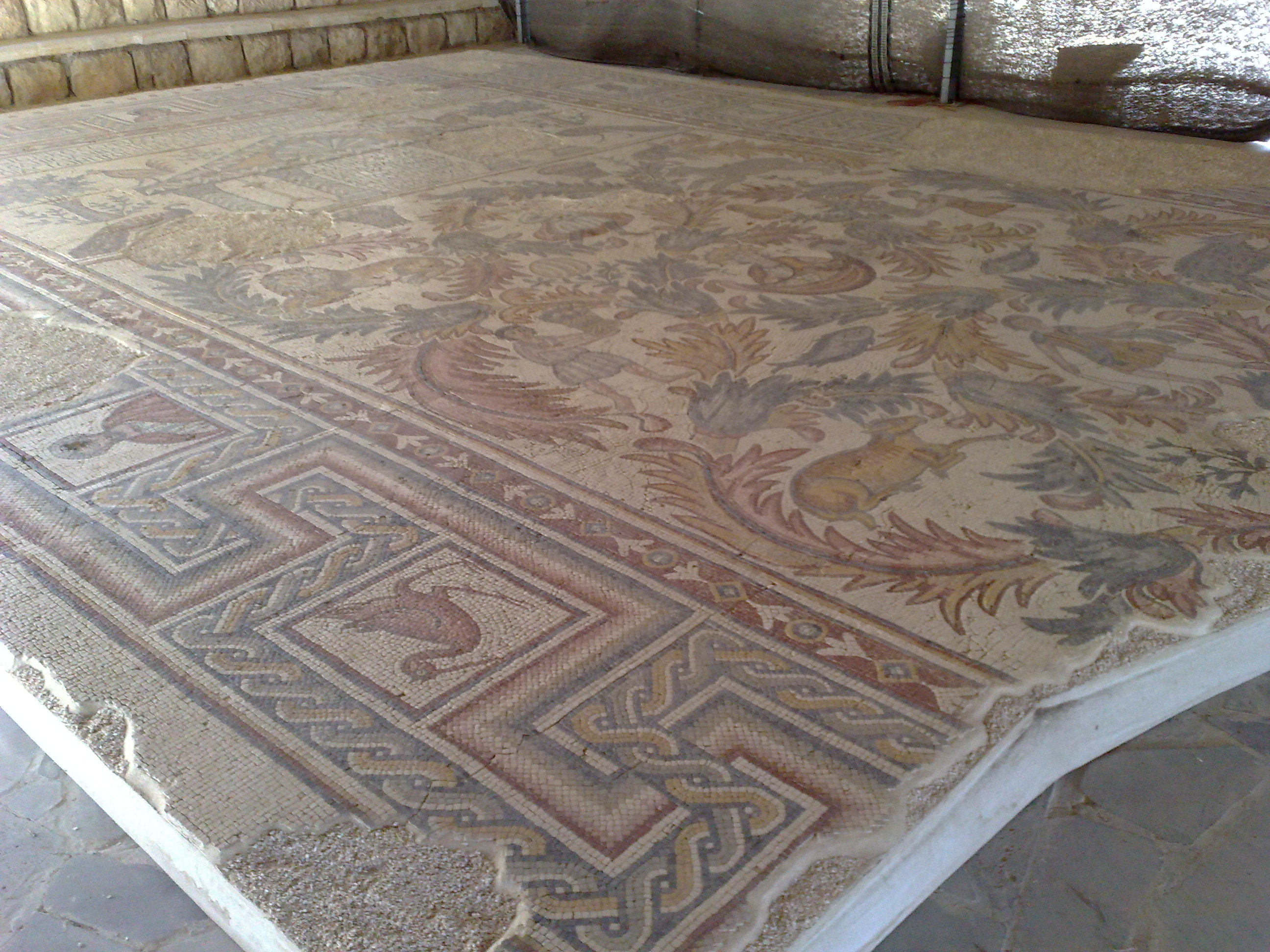
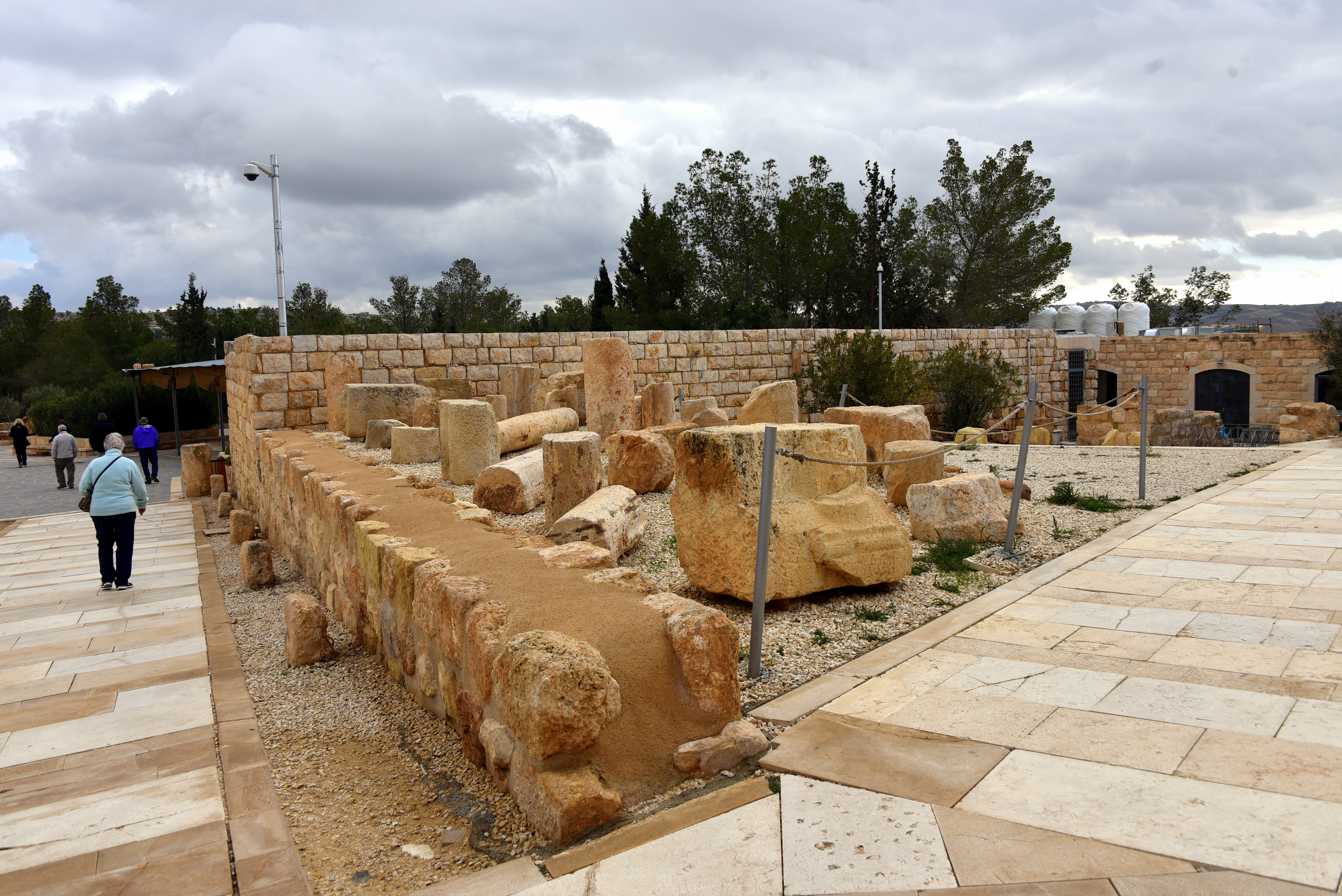
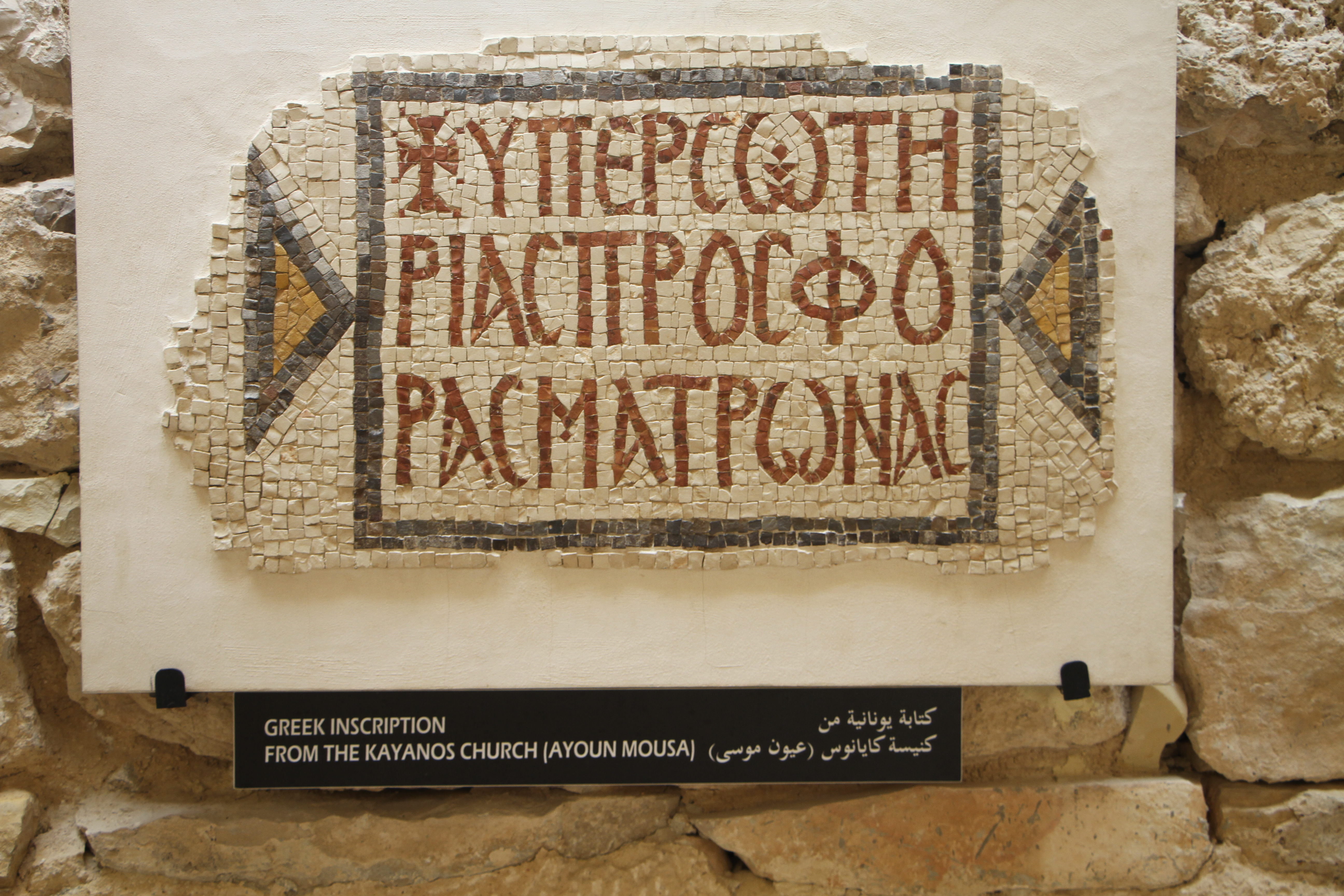
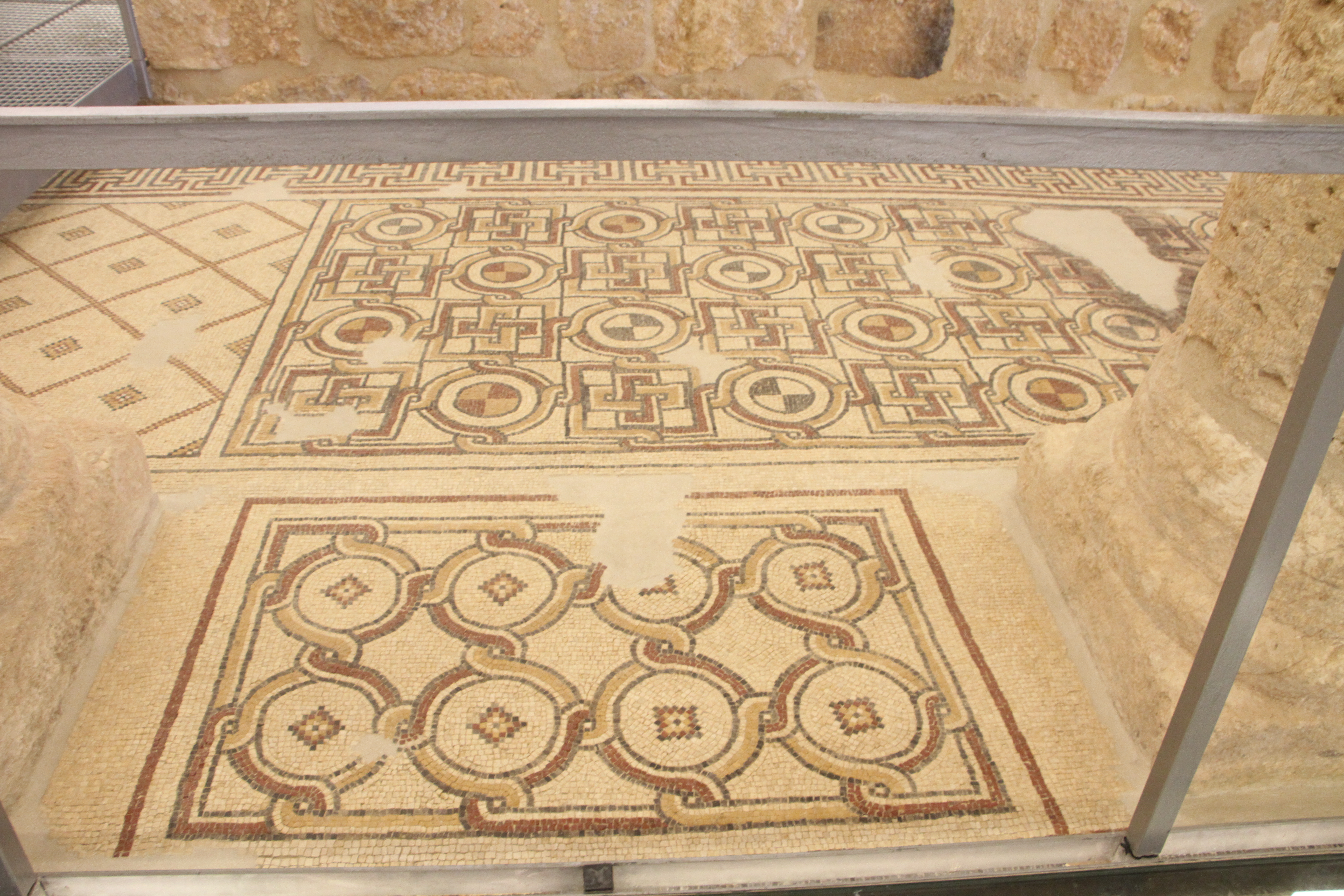
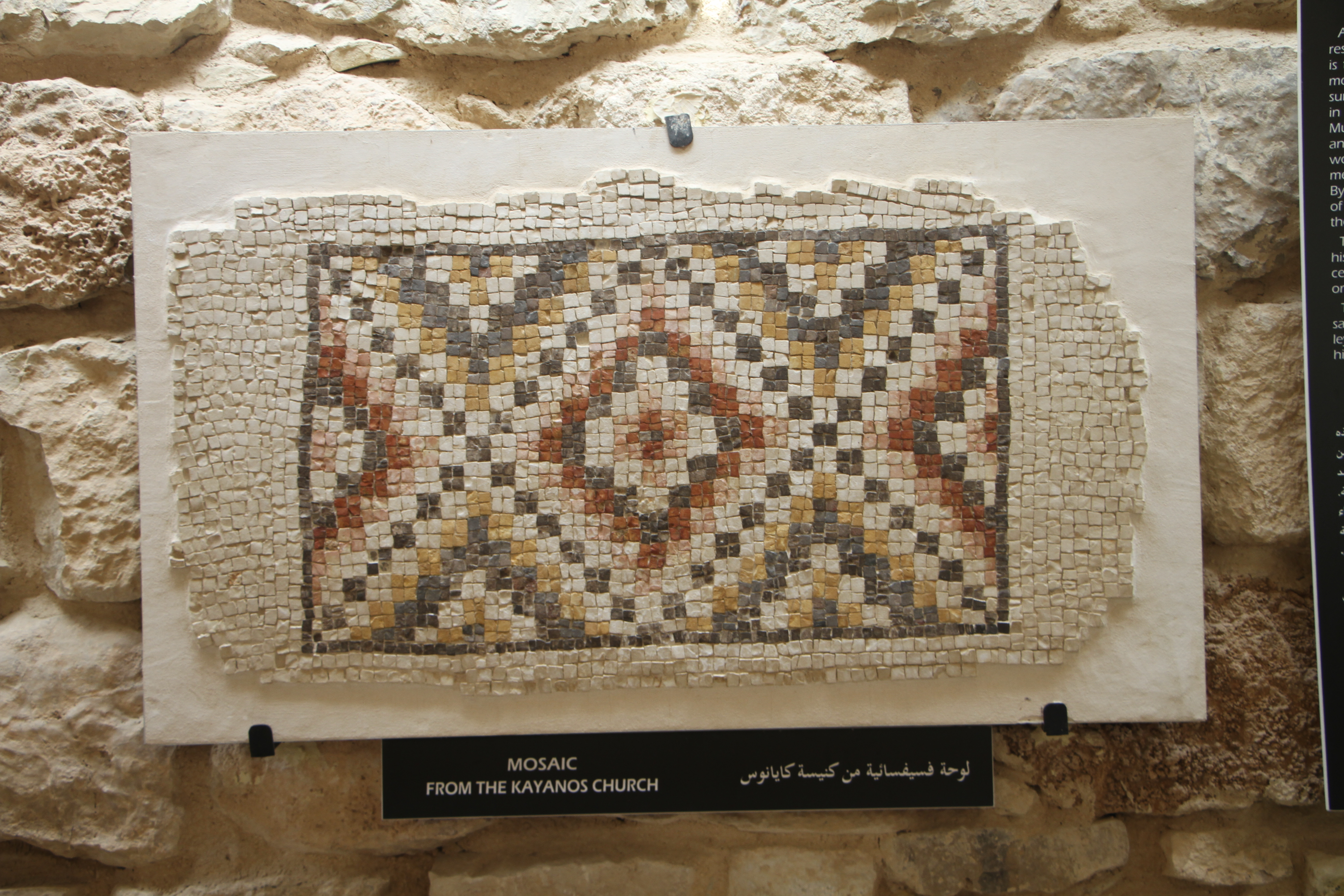
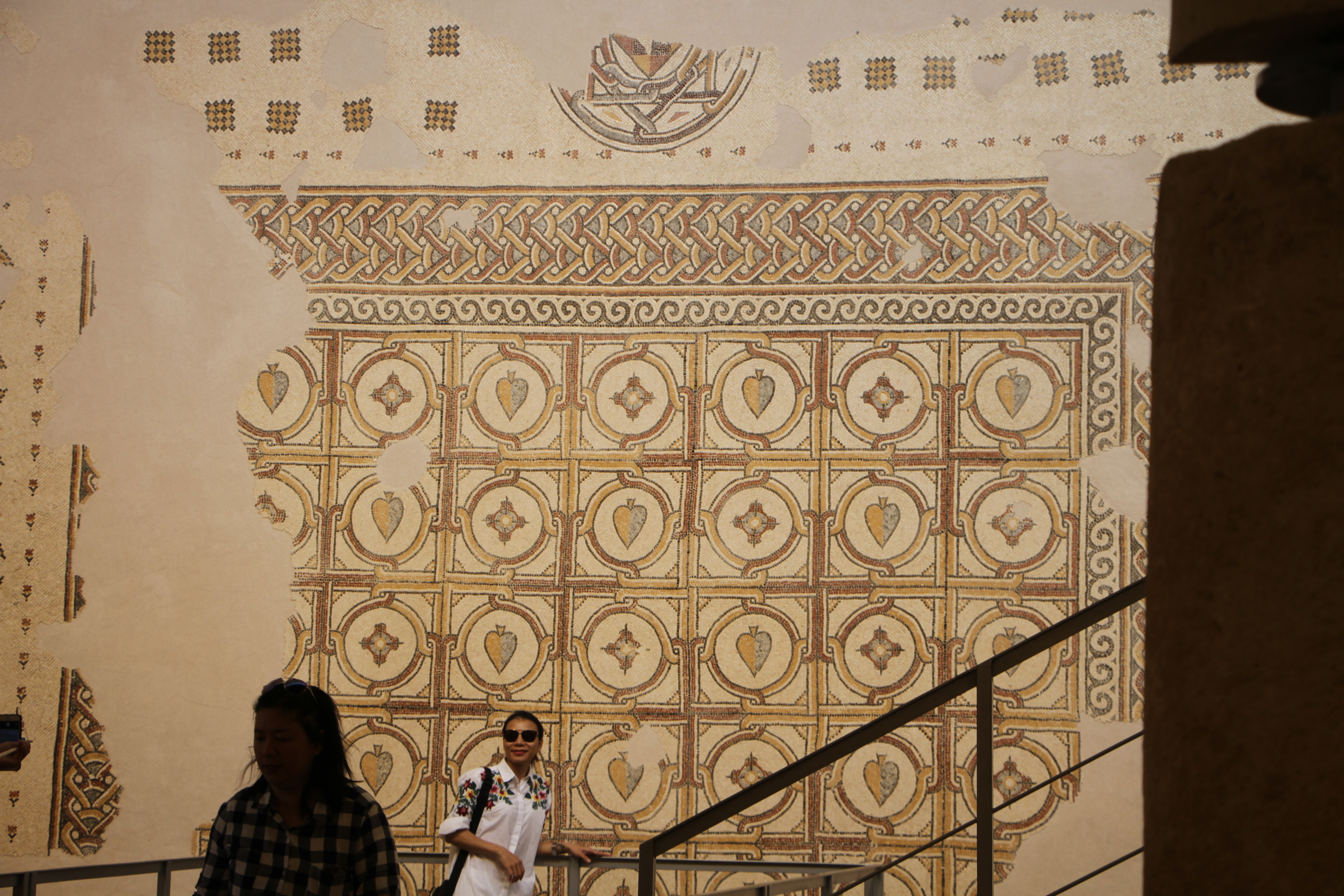
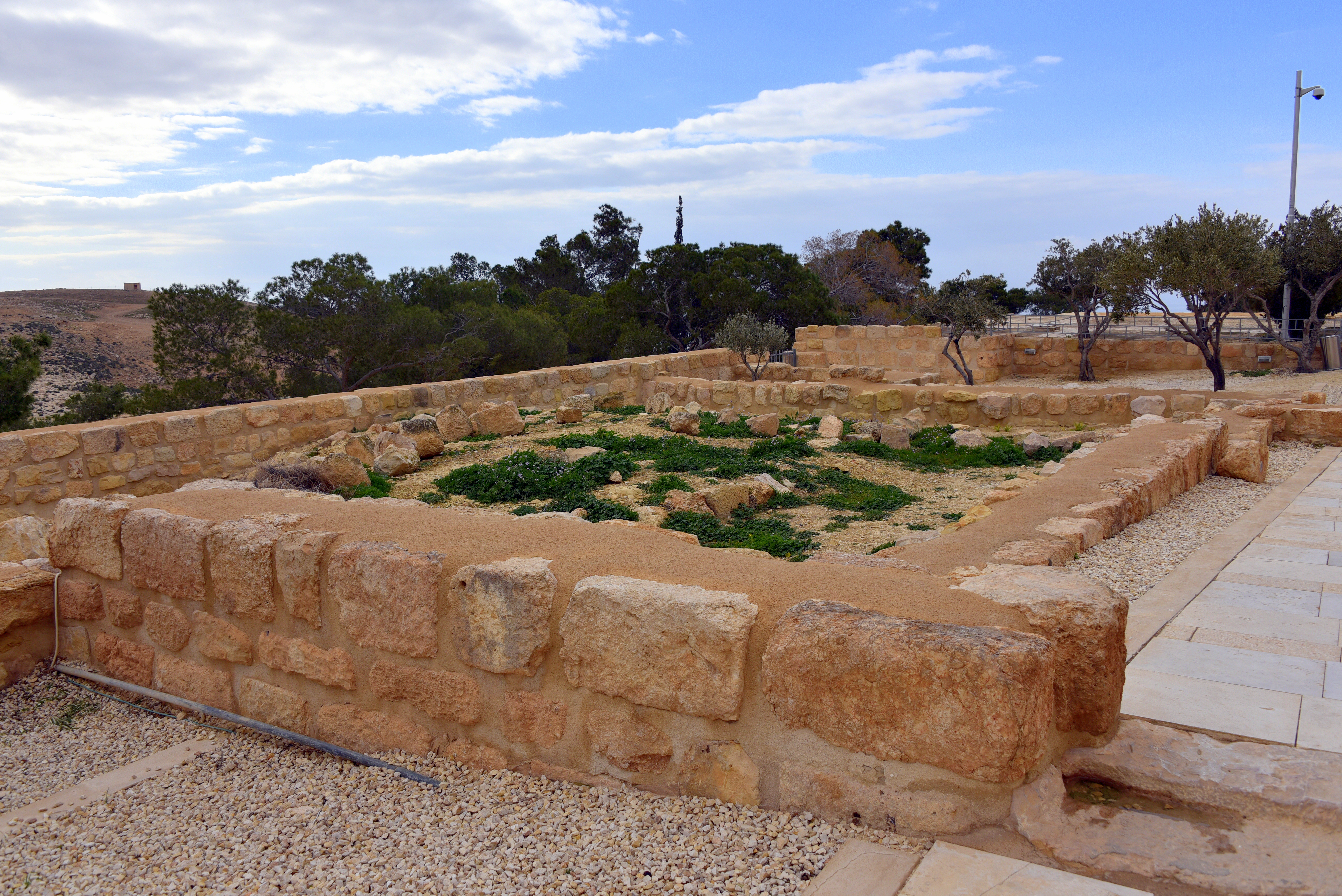